# Sad day for puppets
Sad Day For Puppets, svensk musikgrupp, bildades 2006 i Blackeberg utanför Stockholm och är ofta förknippad med genrer som shoegaze och noisepop.  Rockband som The Jesus and Mary Chain, Dinosaur Jr, Lemonheads och The Breeders har varit viktiga influenser och det är mixen mellan 90-talsdoftande indiepop, shoegaze och rock som utmärker gruppens stil. 
Sedan debutalbumet släpptes 2008 ökade intresset stadigt utanför Sveriges gränser. SDFP har turnerat flitigt i Europa och agerat förband åt bland andra Editors, MGMT, A Place To Bury Strangers, The Mystery Jets och The Raveonettes. 
Bandet är signat till det lilla svenska skivbolaget HaHa FONOGRAM och har getts ut i Japan, USA, Europa och framför allt i Storbritannien på labeln, tillika Londonbaserade shoegaze-klubben Sonic Cathedral Recordings.

## Medlemmar
Anna Eklund, sång
Martin Källholm, gitarr
Micael Back, trummor
Alex Svenson-Metés, bas
Seth Kapadia, gitarr
Maria Thorstensson, keyboard

## Diskografi

### Album
- 2008 – Unknown Colors (HaHa Fonogram/Border)
- 2008 - Just Like a Ghost (Fastcut Records) Japansk utgåva med bonusspår
- 2009 - Unknown Colors (Sonic Cathedral Recordings) Brittisk utgåva med bonusspår
- 2010 - Pale Silver & Shiny Gold (HaHa Fonogram/Border)
- 2011 - Shift Another Color (Fastcut Records & HaHa Fonogram) Japansk jubileumsutgåva
- 2013 - Come Closer (Fastcut Records) Japansk utgåva
- 2013 - Come Closer (HaHa Fonogram/Border)

### Singlar/EP
- 2008 - Just Like a Ghost EP (HaHa Fonogram/Border)
- 2008 - Hush (Fastcut Records) Japansk vinylsingel-utgåva
- 2009 - Marble Gods/Big Waves (Sonic Cathedral Recordings) Brittisk vinylsingel-utgåva
- 2009 - When You Tell me That You Love Me/Withering Petals And Dust (Sonic Cathedral Recordings) Brittisk vinylsingel-utgåva
- 2010 - Again (Cloudberry Records) Amerikansk vinylsingel-utgåva